# اودا آرامبا
اودا آرامبا (به لاتین: Uda Aramba) یک منطقهٔ مسکونی در سری‌لانکا است که در استان مرکزی (سری‌لانکا) واقع شده‌است.